# Barney (cratère)
Pour les articles homonymes, voir Barney.
Barney est un cratère d'impact présent sur la surface de Mercure. 
Le cratère fut ainsi nommé par l'Union astronomique internationale en 2013 en hommage à la femme de lettres franco-américaine Natalie Clifford Barney. 
Son diamètre est de 29 km. Il se situe dans le quadrangle de Derain (quadrangle H-10) de Mercure.